# 黄丽满
黄丽满（1945年2月—），女，辽宁盖县人，中华人民共和国政治人物。

## 生平
1964年4月，加入中国共产党。同年毕业于哈尔滨军事工程学院自动控制系自动控制专业，后供职于四机部。
1970年后，任四机部777厂车间技术员，厂党委秘书、办公室副主任；1975年后，任四机部政策研究室干部、党组秘书（副处级）；
1982年后，任电子工业部党组办公室副处级秘书、副主任（正处级）；
1984年后，任电子工业部办公厅副主任兼党组办公室主任（副厅级）、机电部办公厅副主任（副厅级），时任部长江泽民；
1991年后，任中国电子工业总公司办公厅主任（正厅级）；
1992年后，任广东省深圳市委副秘书长；
1993年后，任深圳市委秘书长、办公厅主任；同年12月后，任深圳市委常委、秘书长、办公厅主任；
1995年后，任深圳市委副书记；
1998年后，任广东省委副书记；
2001年后，任广东省委副书记、深圳市委书记；
2002年后，任广东省委副书记、深圳市委书记、深圳市人大常委会主任：
2005年后，任广东省人大常委会主任。
2008年后，担任全国人大常委会委员、全国人大华侨委员会副主任委员。